# كأس رابطة الأندية الإنجليزية المحترفة 1964–65
كأس رابطة الأندية الإنجليزية المحترفة 1964–65 هو الموسم 5 من كأس رابطة الأندية الإنجليزية المحترفة. أقيم خلال الفترة 2 سبتمبر 1964 وحتى 5 أبريل 1965، وأشرف على تنظيمه دوري كرة القدم الإنجليزي، وكان عدد الأندية المشاركة فيه 82، وفاز فيه تشيلسي.